# Toni Seifert
Toni Seifert (* 14. April 1981 in Dresden) ist ein ehemaliger deutscher Riemenruderer. 2009 und 2010 gewann Seifert mit dem Achter den Weltmeistertitel.
Toni Seifert startete für den RTHC Bayer Leverkusen. Nach Erfolgen in der Altersklasse der unter 23-Jährigen trat er 2005 erstmals bei Weltmeisterschaften in der Erwachsenenklasse an. Zusammen mit Matthias Flach, Johannes Doberschütz, Falk Müller und Steuermann Martin Sauer belegte er in Gifu den dritten Platz im Vierer mit Steuermann. 2006 in Mailand trat Seifert im Vierer ohne Steuermann an, zusammen mit Gregor Hauffe, Urs Käufer und Filip Adamski gewann er die Silbermedaille. Dieses Boot belegte bei den Ruder-Weltmeisterschaften 2007 in München den neunten Platz und qualifizierte sich auch für die Olympischen Spiele 2008. Nachdem Seifert und Adamski bei den Olympischen Spielen nach dem Vorlauf erkrankten, mussten sie für das Finale ersetzt werden. Ein Jahr später bildete der Vierer von 2008 den Kern des neuen Deutschland-Achters. Bei den Ruder-Weltmeisterschaften 2009 und 2010 gewann der neue Achter den Titel. 2011 kehrte Seifert in den Vierer zurück, mit dem er bei den Olympischen Spielen 2012 den sechsten Platz belegte. Seine letzte internationale Medaille gewann Seifert bei den Europameisterschaften 2013. Im November 2015 beendete Seifert seine Leistungssport-Karriere.
Toni Seifert gehörte der Sportfördergruppe der Bundeswehr an, er ist Diplom-Sportmanager.

## Internationale Erfolge
- 2001: 5. Platz World Under 23-Regatta im Vierer ohne
- 2002: 2. Platz World Under 23-Regatta im Vierer ohne
- 2003: 2. Platz World Under 23-Regatta im Vierer ohne
- 2005: 3. Platz Weltmeisterschaften im Vierer mit Steuermann
- 2006: 2. Platz Weltmeisterschaften im Vierer ohne
- 2009: 1. Platz Weltmeisterschaften im Achter
- 2010: 1. Platz Europameisterschaften im Achter
- 2010: 1. Platz Weltmeisterschaften im Achter
- 2011: 5. Platz Weltmeisterschaften im Vierer ohne Steuermann
- 2012: 6. Platz Olympische Spiele im Vierer ohne Steuermann
- 2013: 3. Platz Europameisterschaften im Vierer ohne Steuermann
- 2014: 5. Platz Europameisterschaften im Vierer ohne Steuermann